# Bruchophagus sophorae
Bruchophagus sophorae är en stekelart som beskrevs av Crosby 1929. Bruchophagus sophorae ingår i släktet Bruchophagus och familjen kragglanssteklar. Inga underarter finns listade.